# Grasgrundel
Die Grasgrundel (Zosterisessor ophiocephalus) ist eine Fischart aus der Familie der Grundeln, einer der artenreichsten Familien der Meeresfische. Sowohl die deutsche als auch die wissenschaftliche Namensgebung bezieht sich auf die Vorliebe dieser Grundel für Seegras der Gattung Zostera als Lebensraum. Sie lebt im Brackwasser von Flussmündungen und Lagunen auf Schlamm und Seegraswiesen in europäischen Meeren an den Ufern des Mittelmeers, des Asowschen und Schwarzen Meers und kommt in Tiefen bis zu 30 m vor.

## Merkmale
Die Grundeln werden 18 bis 22, maximal bis zu 25 cm lang und besitzen einen langgestreckten, niedrigen Körper. Die Körperhöhe ist 6½-mal in der Gesamtlänge enthalten. Der Kopf ist lang und 4½-mal in der Gesamtlänge enthalten. Der Augenabstand entspricht dem Augendurchmesser. Nacken und Bauchregion sind beschuppt, der Kiemendeckel ist unbeschuppt oder nur am oberen Rand beschuppt. Der Schwanzflossenstiel ist länger als hoch. Die Grasgrundel ist grünlichbraun gefärbt und zeigt in der oberen Körperhälfte wellenförmige Querbänder und dunkle Flecken entlang der Seitenmitte. Ein schwarzer Fleck befindet sich am Schwanzflossenansatz. Die Kopfseiten und der Brustflossenansatz ist weiß gefleckt. Die unpaaren Flossen und die Brustflossen zeigen dunkle Punktreihen.
- Flossenformel: Dorsale 1 VI, Dorsale 2 I/(13)14–15(16), Anale I/(11)12–15(16).
- Schuppenformel: mLR 51–70.

Die Brustflossen sind groß, ihre oberen Flossenstrahlen oft fadenförmig verlängert. Die Bauchflossen sind klein, abgerundet und die für grundeln typische trichtermembran ist nur gering entwickelt.

## Fortpflanzung
Grasgrundeln vermehren sich von März bis Mai. Dazu baut das Männchen ein Nest zwischen dichten Pflanzenbeständen und laicht dort nacheinander mit 5 bis 10 Weibchen ab. Ein Nest kann zwischen 150.000 und 300.000 Eier enthalten.

## Nutzung
Grasgrundeln werden meist mit Reusen hauptsächlich im Schwarzen Meer, im Sywasch und in anderen Lagunen (z. B. in der Lagune von Venedig bei Chioggia) gefischt.